# Nystalea eastmani
Nystalea eastmani är en fjärilsart som beskrevs av William Schaus 1928. Nystalea eastmani ingår i släktet Nystalea och familjen tandspinnare. Inga underarter finns listade i Catalogue of Life.